# Courcemain
Courcemain település Franciaországban, Marne megyében. Lakosainak száma 87 fő (2022. január 1.). Courcemain Boulages, Plancy-l’Abbaye, Faux-Fresnay és Saint-Saturnin községekkel határos.

## Népesség
A település népességének változása:
| Lakosok száma | 173  | 144  | 114  | 127  | 119  | 112  | 104  | 93   | 91   | 87   |
|               | 1968 | 1982 | 1990 | 2006 | 2013 | 2015 | 2017 | 2019 | 2020 | 2022 |